# Ide bliver til virkelighed
Ide bliver til virkelighed er en dansk dokumentarfilm fra 1965 med instruktion og manuskript af Ole Roos. Filmen er produceret af Laterna Film for BP Olie-kompagniet.

## Handling
Denne artikel mangler et handlingsreferat. Hjælp os med at skrive det.